# UCI WorldTour de 2011
O UCI World Tour de 2011 foi a primeira edição da competição ciclista chamada UCI World Tour.
Apesar da nova denominação considerou-se herdeira directa do UCI World Ranking com as suas corridas denominadas UCI World Calendar já que adoptou a maioria de normas dela. No entanto, as equipas pertencentes à categoria Profissional Continental (segunda categoria) voltaram a deixar de pontuar (só têm direito à participação) pelo que nesse aspecto se assemelhou mais ao extinto UCI ProTour.
A corrida do Tour de Pequim foi acrescentada ao calendário, convertendo-se na primeira prova asiática que se disputa no calendário mundial de máxima categoria; substituindo, em certa maneira, à Paris-Tours que baixou de categoria em 2008.

## Equipas (18)
Ver UCI ProTeam
Estas equipas têm a participação assegurada e obrigada em 27 corridas do UCI World Tour. A diferença de anos anteriores no que tinham preferência as equipas que decidiam renovar a licença desta vez optaram a ser equipa ProTour os 15 primeiros de uma classificação desportiva criada pela UCI baseada nos resultados obtidos pelos 12 melhores ciclistas contratados para a temporada seguinte nos dois anos precedentes, mais 3 "convidados" do posto 16º ao 20º desse ranking. Esses 3 convidados foram o Euskaltel-Euskadi, Quick Step Cycling Team e Ag2r La Mondiale classificados respectivamente nos postos 16º, 18º e 20º de dito ranking.
Com respeito aos equipas da passada temporada entraram a equipa criada nessa mesma temporada Luxembourg Pro Cycling Project (que depois se renomeou para Leopard Trek), os promovidos BMC Racing Team e Vacansoleil-DCM Pro Cycling Team e saíram as equipas despromovidas Geox-TMC (antigo Footon-Servetto) e FDJ e o desaparecido Team Milram. Sendo estes as equipas UCI ProTeam de 2011:
| Código UCI | Equipa                           |
| ---------- | -------------------------------- |
| ALM        | Ag2r La Mondiale                 |
| BMC        | BMC Racing Team                  |
| EUS        | Euskaltel-Euskadi                |
| THR        | HTC-Highroad                     |
| KAT        | Katusha Team                     |
| LAM        | Lampre-ISD                       |
| LIQ        | Liquigas-Cannondale              |
| MOV        | Movistar Team                    |
| OLO        | Omega Pharma-Lotto               |
| AST        | Pro Team Astana                  |
| QST        | QuickStep Cycling Team           |
| RAB        | Rabobank Cycling Team            |
| SBS        | Saxo Bank Sungard                |
| SKY        | Sky Procycling                   |
| GRM        | Team Garmin-Cervélo              |
| LUX        | Leopard Trek                     |
| RSH        | Team RadioShack                  |
| VAC        | Vacansoleil-DCM Pro Cycling Team |

Também, como vem sendo habitual, também participaram selecções nacionais (com corredores de equipas dos Circuitos Continentais UCI) nas corridas de países com pouca tradição ciclista que foram o Tour Down Under (selecção chamada UniSA-Austrália), a Volta à Polónia (selecção chamada Reprezentacja Polski) e o Tour de Pequim (selecção chamada Chinese National Cycling Team) que só tiveram uma permissão especial para correr nessas corridas mais especificamente. Essas participações produzir-se-ão sem que os corredores de ditas selecções possam aspirar a obter pontuação (nem obviamente essa selecção nem a equipa oficial do corredor). Essas corridas com essas selecções foram as únicas excepções nas que se permitiu correr a corredores sem passaporte biológico já que algum dos seleccionados não estiveram em equipas aderidas a dito passaporte.
A diferença dos últimos 3 anos todas as equipas desta categoria tiveram acesso às corridas de máximo nível para isso se puseram uns requisitos mais estritos com a obligatóriedade de se aderir ao passaporte biológico. No entanto, o número de equipas nesta categoria cresceu com respeito aos últimos 2 anos onde tinha menos requisitos e estes unicamente aumentavam em caso de querer disputar as corridas de máximo nível, podendo pontuar também na máxima classificação mundial do anteriormente chamado UCI World Ranking, ainda que desta vez nenhum deles aspirou a obter pontuação nesta classificação mundial renomeada por UCI World Tour. A equipa desta categoria que correu mais corridas do UCI World Tour de 2011 foi o Cofidis, le Crédit en Ligne com 16.

## Corridas (27)
| Data                        | Corrida                   | Vencedor             | Equipa do vencedor  |
| --------------------------- | ------------------------- | -------------------- | ------------------- |
| 18-23 de janeiro            | Tour Down Under           | Cameron Meyer        | Garmin-Cervélo      |
| 6-13 de março               | Paris-Nice                | Tony Martin          | HTC-Highroad        |
| 9-15 de março               | Tirreno-Adriático         | Cadel Evans          | BMC Racing          |
| 19 de março                 | Milão-Sanremo             | Matthew Goss         | HTC-Highroad        |
| 21-27 de março              | Volta à Catalunha         | Michele Scarponi     | Lampre-ISD          |
| 27 de março                 | Gante-Wevelgem            | Tom Boonen           | QuickStep           |
| 3 de abril                  | Tour de Flandres          | Nick Nuyens          | Saxo Bank           |
| 4-9 de abril                | Volta ao País Basco       | Andreas Klöden       | RadioShack          |
| 10 de abril                 | Paris-Roubaix             | Johan Vansummeren    | Garmin-Cervélo      |
| 17 de abril                 | Amstel Gold Race          | Philippe Gilbert     | Omega Pharma-Lotto  |
| 20 de abril                 | Flecha Valona             | Philippe Gilbert     | Omega Pharma-Lotto  |
| 24 de abril                 | Lièje-Bastogne-Lièje      | Philippe Gilbert     | Omega Pharma-Lotto  |
| 26 de abril-1 de maio       | Tour da Romandia          | Cadel Evans          | BMC Racing          |
| 7-29 de maio                | Volta a Itália            | Michele Scarponi     | Lampre-ISD          |
| 5-12 de junho               | Critérium de Dauphiné     | Bradley Wiggins      | Sky                 |
| 11-19 de junho              | Volta à Suíça             | Levi Leipheimer      | RadioShack          |
| 2-24 de julho               | Volta a França            | Cadel Evans          | BMC Racing          |
| 30 de julho                 | Clássica de San Sebastián | Philippe Gilbert     | Omega Pharma-Lotto  |
| 31 de julho-6 de agosto     | Volta à Polónia           | Peter Sagan          | Liquigas-Cannondale |
| 8-14 de agosto              | Eneco Tour                | Edvald Boasson Hagen | Sky                 |
| 20 de agosto-11 de setembro | Volta a Espanha           | Juan José Cobo Acebo | Geox-TMC            |
| 21 de agosto                | Vattenfall Cyclassics     | Edvald Boasson Hagen | Sky                 |
| 28 de agosto                | Grande Prémio de Plouay   | Grega Bole           | Lampre-ISD          |
| 9 de setembro               | Grande Prémio do Quebec   | Philippe Gilbert     | Omega Pharma-Lotto  |
| 11 de setembro              | Grande Prêmio de Montreal | Rui Costa            | Movistar            |
| 5-9 de outubro              | Tour de Pequim            | Tony Martin          | HTC-Highroad        |
| 15 de outubro               | Giro da Lombardia         | Oliver Zaugg         | Leopard Trek        |

## Classificações
Nota: ver Barómetros de pontuação

Estas são as classificações finais:

### Classificação individual
| Posição | Ciclista          | Equipa             | Pontos |
| ------- | ----------------- | ------------------ | ------ |
| 1       | Philippe Gilbert  | Omega Pharma-Lotto | 718    |
| 2       | Cadel Evans       | BMC Racing         | 584    |
| 3       | Joaquim Rodríguez | Katusha            | 446    |
| 4       | Michele Scarponi  | Lampre-ISD         | 419    |
| 5       | Tony Martin       | HTC-Highroad       | 349    |
| 6       | Samuel Sánchez    | Euskaltel-Euskadi  | 317    |
| 7       | Vincenzo Nibali   | Liquigas           | 310    |
| 8       | Daniel Martin     | Garmin-Cervélo     | 296    |
| 9       | Bradley Wiggins   | Sky                | 289    |
| 10      | Frank Schleck     | Leopard Trek       | 284    |

- Total de corredores com pontuação: 230
- Desmembre de pontos por corredor: «Detalhe de pontos ganhados». www.uciprotour.com

### Classificação por países
A classificação por países calcula-se somando os pontos dos cinco melhores corredores da cada país. Os países com o mesmo número de pontos classificam-se de acordo a seu corredor melhor classificado.
| Posição | País        | Pontos | Top 5 corredores                                                                   |
| ------- | ----------- | ------ | ---------------------------------------------------------------------------------- |
| 1       | Itália      | 1.302  | Scarponi (419), Nibali (310), Basso (250), Cunego (213), Pinotti (110)             |
| 2       | Bélgica     | 1.184  | Gilbert (718), Boonen (140), Van den Broeck (125), Nuyens (101), Vansummeren (100) |
| 3       | Austrália   | 1.092  | Evans (584), Goss (217), Gerrans (111), Meyer (106), Matthews (74)                 |
| 4       | Espanha     | 1.076  | Rodríguez (446), Sánchez (317), Intxausti (118), Tondo (100), Rojas (95)           |
| 5       | Reino Unido | 947    | Wiggins (289), Froome (230), Millar (185), Cavendish (152), Swift (91)             |

- Total de países com pontuação: 35

### Classificação por equipas
A classificação por equipas calcula-se somando os pontos dos cinco melhores corredores da cada equipa. As equipas com o mesmo número de pontos classificam-se de acordo a seu corredor melhor classificado.
| Posição | Equipa             | Pontos | Top 5 corredores                                                                   |
| ------- | ------------------ | ------ | ---------------------------------------------------------------------------------- |
| 1       | Omega Pharma-Lotto | 1.101  | Gilbert (718), Greipel (132), Van Den Broeck (125), Roelandts (66), Vanendert (60) |
| 2       | Sky Procycling     | 1.069  | Wiggins (289), Hagen (260), Froome (230), Urán (179), Gerrans (111)                |
| 3       | Leopard Trek       | 1.024  | F. Schleck (284), A. Schleck (252), Cancellara (252), Fuglsang (136), Zaugg (100)  |
| 4       | HTC-Highroad       | 892    | Martin (349), Goss (217), Cavendish (152), Pinotti (110), Sivtsov (58)             |
| 5       | BMC Racing         | 887    | Evans (584), Ballan (100), van Avermaet (90), Phinney (71), Frank (42)             |

- Total de equipas com pontuação: 18 (todos).

## Progresso das classificações
| Corrida (Vencedor)                           | Classificação individual | Classificação por equipas | Classificação por países |
| -------------------------------------------- | ------------------------ | ------------------------- | ------------------------ |
| Tour Down Under (Cameron Meyer)              | Cameron Meyer            | Rabobank                  | Austrália                |
| Paris-Nice (Tony Martin)                     | Tony Martin              | HTC-Highroad              | Austrália                |
| Tirreno-Adriático (Cadel Evans)              | Cadel Evans              | HTC-Highroad              | Austrália                |
| Milão-Sanremo (Matthew Goss)                 | Matthew Goss             | HTC-Highroad              | Austrália                |
| Volta à Catalunha (Michele Scarponi)         | Michele Scarponi         | HTC-Highroad              | Austrália                |
| Gante-Wevelgem (Tom Boonen)                  |                          | HTC-Highroad              | Austrália                |
| Tour de Flandres (Nick Nuyens)               |                          | HTC-Highroad              | Austrália                |
| Volta ao País Basco (Andreas Klöden)         | RadioShack               |                           | Austrália                |
| Paris-Roubaix (Johan Vansummeren)            | RadioShack               | Fabian Cancellara         | Itália                   |
| Amstel Gold Race (Philippe Gilbert)          | RadioShack               | Austrália                 |                          |
| Flecha Valona (Philippe Gilbert)             | RadioShack               | Philippe Gilbert          | Bélgica                  |
| Lièje-Bastogne-Lièje (Philippe Gilbert)      | Leopard Trek             |                           | Bélgica                  |
| Tour da Romandia (Cadel Evans)               | HTC-Highroad             |                           | Bélgica                  |
| Volta a Itália (Michele Scarponi)            | HTC-Highroad             | Michele Scarponi          | Itália                   |
| Critérium de Dauphiné (Bradley Wiggins       | HTC-Highroad             |                           | Itália                   |
| Volta à Suíça (Levi Leipheimer)              | HTC-Highroad             |                           | Itália                   |
| Volta a França (Cadel Evans)                 | Cadel Evans              | Leopard Trek              | Itália                   |
| Clássica de San Sebastián (Philippe Gilbert) | Cadel Evans              | Leopard Trek              | Itália                   |
| Volta à Polónia (Peter Sagan)                | Cadel Evans              | Leopard Trek              | Itália                   |
| Eneco Tour (Edvald Boasson Hagen)            | Cadel Evans              | Leopard Trek              | Itália                   |
| Vattenfall Cyclassics (Edvald Boasson Hagen) | Cadel Evans              | Leopard Trek              | Itália                   |
| Grande Prêmio de Plouay (Grega Bole)         | Cadel Evans              | Leopard Trek              | Itália                   |
| Grande Prémio do Quebec (Philippe Gilbert)   | Philippe Gilbert         | Leopard Trek              | Itália                   |
| Volta a Espanha (Juanjo Cobo)                | Philippe Gilbert         | Leopard Trek              | Itália                   |
| Grande Prémio de Montreal (Rui Costa)        | Philippe Gilbert         | Omega Pharma-Lotto        | Itália                   |
| Tour de Pequim (Tony Martin)                 | Philippe Gilbert         | Omega Pharma-Lotto        | Itália                   |
| Giro de Lombardia (Oliver Zaugg)             | Philippe Gilbert         | Omega Pharma-Lotto        | Itália                   |
| Final                                        | Philippe Gilbert         | Omega Pharma-Lotto        | Itália                   |